# Federica Amalia di Danimarca
Principessa Federica Amalia di Danimarca (Copenaghen, 11 aprile 1649 – Kiel, 30 ottobre 1704) nata principessa di Danimarca e Norvegia, fu duchessa di Holstein-Gottorp per matrimonio.

## Biografia
Era figlia di Federico III di Danimarca e di Sofia Amelia di Brunswick e Lüneburg. Suo padre era stato incoronato re il 23 novembre 1648, circa cinque mesi prima che lei nascesse.

## Matrimonio
Venne data in moglie al duca Cristiano Alberto di Holstein-Gottorp, che sposò a Glückstadt il 24 ottobre 1667. Il matrimonio venne celebrato al Castello di Glücksburg. Ebbero quattro figli::
- Sofia Amalia (19 gennaio 1670-27 febbraio 1710), sposò Augusto Guglielmo di Brunswick-Lüneburg, non ebbero figli;
- Federico IV di Holstein-Gottorp (18 ottobre 1671-19 luglio 1702);
- Cristiano Augusto di Holstein-Gottorp (11 gennaio 1673-24 aprile 1726);
- Maria Elisabetta (21 marzo 1678-17 luglio 1755).

Il matrimonio fu infelice essendo, spesso, in mezzo ai frequenti disaccordi tra il fratello, Cristiano V di Danimarca, e suo marito. Veniva trattata male dal marito, al contrario, dalla famiglia reale danese che le dimostrava affetto.
Compivano, spesso, viaggi in Svezia, dove vi era la sorella, Ulrica Eleonora di Danimarca, regina di Svezia.
Nel 1695 rimase vedova. Siccome i suoi figli erano anche anti-danese, il conflitto tra la Danimarca e Holstein-Gottorp, continuavano a metterla in una posizione difficile anche da vedova.
Morì nel castello di Lichtenberg, vicino Prettin.

## Albero genealogico
|                                      |                                            |                                        | Genitori                           |  |  | Nonni |  |  | Bisnonni                 |  |  | Trisnonni                  |  |
|                                      |                                            |                                        |                                    |  |  |       |  |  | Federico II di Danimarca |  |  | Cristiano III di Danimarca |  |
|                                      |                                            |                                        |                                    |  |  |       |  |  | Federico II di Danimarca |  |  | Cristiano III di Danimarca |  |
|                                      |                                            | Dorotea di Sassonia-Lauenburg          |                                    |  |  |       |  |  | Federico II di Danimarca |  |  |                            |  |
| Cristiano IV di Danimarca            |                                            |                                        |                                    |  |  |       |  |  | Federico II di Danimarca |  |  |                            |  |
|                                      |                                            | Sofia di Meclemburgo-Güstrow           | Ulrico III di Meclemburgo-Güstrow  |  |  |       |  |  |                          |  |  |                            |  |
|                                      |                                            | Sofia di Meclemburgo-Güstrow           | Ulrico III di Meclemburgo-Güstrow  |  |  |       |  |  |                          |  |  |                            |  |
|                                      |                                            | Sofia di Meclemburgo-Güstrow           | Elisabetta di Danimarca            |  |  |       |  |  |                          |  |  |                            |  |
| Federico III di Danimarca            |                                            | Sofia di Meclemburgo-Güstrow           |                                    |  |  |       |  |  |                          |  |  |                            |  |
|                                      |                                            | Gioacchino III Federico di Brandeburgo | Giovanni Giorgio di Brandeburgo    |  |  |       |  |  |                          |  |  |                            |  |
|                                      |                                            | Gioacchino III Federico di Brandeburgo | Giovanni Giorgio di Brandeburgo    |  |  |       |  |  |                          |  |  |                            |  |
|                                      |                                            | Gioacchino III Federico di Brandeburgo | Sofia di Liegnitz                  |  |  |       |  |  |                          |  |  |                            |  |
| Anna Caterina del Brandeburgo        |                                            | Gioacchino III Federico di Brandeburgo |                                    |  |  |       |  |  |                          |  |  |                            |  |
|                                      |                                            | Caterina di Brandeburgo-Küstrin        | Giovanni di Brandeburgo-Küstrin    |  |  |       |  |  |                          |  |  |                            |  |
|                                      |                                            | Caterina di Brandeburgo-Küstrin        | Giovanni di Brandeburgo-Küstrin    |  |  |       |  |  |                          |  |  |                            |  |
|                                      |                                            | Caterina di Brandeburgo-Küstrin        | Caterina di Brunswick-Wolfenbüttel |  |  |       |  |  |                          |  |  |                            |  |
| Federica Amalia di Danimarca         |                                            | Caterina di Brandeburgo-Küstrin        |                                    |  |  |       |  |  |                          |  |  |                            |  |
|                                      | Guglielmo il Giovane di Brunswick-Lüneburg | Ernesto I di Brunswick-Lüneburg        |                                    |  |  |       |  |  |                          |  |  |                            |  |
|                                      | Guglielmo il Giovane di Brunswick-Lüneburg | Ernesto I di Brunswick-Lüneburg        |                                    |  |  |       |  |  |                          |  |  |                            |  |
|                                      | Guglielmo il Giovane di Brunswick-Lüneburg | Sofia di Meclemburgo-Schwerin          |                                    |  |  |       |  |  |                          |  |  |                            |  |
| Giorgio di Brunswick-Lüneburg        | Guglielmo il Giovane di Brunswick-Lüneburg |                                        |                                    |  |  |       |  |  |                          |  |  |                            |  |
|                                      |                                            | Dorothea di Danimarca                  | Cristiano III di Danimarca         |  |  |       |  |  |                          |  |  |                            |  |
|                                      |                                            | Dorothea di Danimarca                  | Cristiano III di Danimarca         |  |  |       |  |  |                          |  |  |                            |  |
|                                      |                                            | Dorothea di Danimarca                  | Dorotea di Sassonia-Lauenburg      |  |  |       |  |  |                          |  |  |                            |  |
| Sofia Amelia di Brunswick e Lüneburg |                                            | Dorothea di Danimarca                  |                                    |  |  |       |  |  |                          |  |  |                            |  |
|                                      |                                            | Luigi V d'Assia-Darmstadt              | Giorgio I d'Assia-Darmstadt        |  |  |       |  |  |                          |  |  |                            |  |
|                                      |                                            | Luigi V d'Assia-Darmstadt              | Giorgio I d'Assia-Darmstadt        |  |  |       |  |  |                          |  |  |                            |  |
|                                      |                                            | Luigi V d'Assia-Darmstadt              | Maddalena di Lippe                 |  |  |       |  |  |                          |  |  |                            |  |
| Anna Eleonora di Assia-Darmstadt     |                                            | Luigi V d'Assia-Darmstadt              |                                    |  |  |       |  |  |                          |  |  |                            |  |
|                                      |                                            | Maddalena di Brandeburgo               | Giovanni Giorgio di Brandeburgo    |  |  |       |  |  |                          |  |  |                            |  |
|                                      |                                            | Maddalena di Brandeburgo               | Giovanni Giorgio di Brandeburgo    |  |  |       |  |  |                          |  |  |                            |  |
|                                      |                                            | Maddalena di Brandeburgo               | Elisabetta di Anhalt-Zerbst        |  |  |       |  |  |                          |  |  |                            |  |
|                                      |                                            | Maddalena di Brandeburgo               |                                    |  |  |       |  |  |                          |  |  |                            |  |